# As Rosas Não Falam

Der Komponist Cartola 1970

As Rosas Não Falam (Deutsch: „Die Rosen sprechen nicht“) ist ein Lied des brasilianischen Samba-Komponisten Cartola. Die Sängerin Beth Carvalho nahm die Komposition 1976 in ihr Album Mundo Melhor auf. Dies wurde die erste kommerziell verbreitete Aufnahme von As Rosas Não Falam.
Der Titel des Songs sei wie folgt entstanden: Eines Tages habe Cartola seiner Frau Dona Zica Rosenkeimlinge, die er im Garten gepflanzt hatte, gebracht. Ein paar Tage später, als die Frau morgens die Tür öffnete, bemerkte sie, dass eine ungewöhnlich große Zahl Keimlinge zu blühen begann. Sie fragte ihren Ehemann, warum plötzlich so viele Rosen blühten, und er antwortete ihr: „Ich weiß es nicht, Zica. Rosen sprechen nicht!“
Der Song wurde unter anderem von Anat Cohen, Luciana Mello, Ney Matogrosso, Vanessa da Mata und zahlreichen anderen interpretiert.